# Brundidge
Brundidge is een plaats (city) in de Amerikaanse staat Alabama, en valt bestuurlijk gezien onder Pike County.

## Demografie
Bij de volkstelling in 2000 werd het aantal inwoners vastgesteld op 2341.
In 2006 is het aantal inwoners door het United States Census Bureau geschat op 2309, een daling van 32 (-1,4%).

## Geografie
Volgens het United States Census Bureau beslaat de plaats een oppervlakte van
25,2 km², waarvan 25,1 km² land en 0,1 km² water. Brundidge ligt op ongeveer 134 m boven zeeniveau.

## Plaatsen in de nabije omgeving
De onderstaande figuur toont de plaatsen in een straal van 32 km rond Brundidge.